# Maternitat (escultura)
Maternitat és una escultura, obra de l'artista madrileny Carlos Ferreira de la Torre, situada al recinte de l'Hospital Universitari Vall d'Hebron, al barri de Montbau de Barcelona.
L'obra, feta de bronze, va ser instal·lada el 1966 davant de l'edifici Maternitat de l'hospital, a tocar del carrer Arquitectura. Ferreira ja havia fet una obra similar 2 anys abans per a l'Hospital La Paz, de Madrid, i també és autor d'obres al Valle de los Caídos i de Calvo Sotelo, a la plaça Castilla de Madrid.